# Paul Niehans
Paul Niehans (* 21. November 1882 in Bern; † 1. September 1971 in Montreux), heimatberechtigt in Bern, war ein Schweizer Arzt. Im Ersten Weltkrieg war er Chirurg in Diensten des Roten Kreuzes. Bekanntheit erlangte er später als Erfinder der «Frischzellentherapie», die aufgrund ihrer Gesundheitsrisiken – bei fehlendem therapeutischem Nutzen – in der Schweiz und Deutschland heute jedoch verboten ist.

## Leben
Niehans’ Mutter war die Tochter aus einer Verbindung, die der spätere deutsche Kaiser Friedrich III. eingegangen war. Sie wurde von der Gouvernante ihrer Mutter adoptiert und heiratete später einen Berner Chirurgen. Im 19. Jahrhundert wurde durch eine solche Adoption die Unehelichkeit gewaschen, nur so wurde die spätere Heirat mit einem gesellschaftlich gut gestellten Chirurgen möglich. Ihr 1882 geborener Sohn Paul wollte preussischer Offizier werden und hatte bereits die Einwilligung des deutschen Kaisers Wilhelm II. erwirkt. Doch seine Eltern rieten ab. Er studierte Theologie und wurde Prediger, wie es seine Mutter gewünscht hatte. Nicht zufrieden, nahm er dem Rat des Vaters folgend ein Studium der Medizin auf. Er wurde Arzt und Reserveoffizier im Schweizer Heer. Als Kaiser Wilhelm II. der Schweiz einen Staatsbesuch abstattete (3. bis 8. September 1912), attachierte man dem Kaiser den jungen Leutnant Niehaus als Ehrenadjutanten. Im Ersten Weltkrieg operierte er im Dienst des Roten Kreuzes zunächst auf Verbandsplätzen der französischen Armee, dann an der österreichischen Dolomitenfront. Erzherzog Eugen ernannte den Schweizer Arzt für seine herausragenden Leistungen zum k. und k. Divisionsarzt. Mehr als 10'000 Soldaten wurden von Niehans operiert.
Unter dem Handelsnamen La Prairie vermarktete Niehans auch Hautpflegeprodukte. Später wurde er Leiter einer privaten Klinik in Clarens VD, einem Vorort von Montreux am Genfersee.
Im Jahre 1931 führte Niehans das Verfahren der Frischzellentherapie als Zellulartherapie ein. Suspensionen von fötalen Zellen von Schafen werden dabei dem Patienten injiziert. Es handelt sich um eine nichtchirurgische Form einer Xenotransplantation beim Menschen, die heute nur noch eine geringe Bedeutung hat.
Vorläufer der Niehansschen Zellulartherapie waren im 17. Jahrhundert der Franzose Jean-Baptiste Denis (1640–1704), der versuchte, Kalbsblut zu transfundieren (bei einem psychiatrischen Patienten), der Berner Theodor Kocher (1841–1917), Charles-Édouard Brown-Séquard (Injektionen von Hodengewebe junger Hunde im Selbstversuch), Serge Voronoff und Eugen Steinach (Affenhoden-Xenotransplantationen).
Niehans hatte vergeblich versucht, seine Zellulartherapie als eine etablierte Therapiemethode in die Medizin einzuführen. Ausbleibende Erfolge und bekannte Zwischenfälle bei der Anwendung dieser Methode führten jedoch dazu, dass diese heute nur noch ausserhalb der wissenschaftlichen Medizin eine begrenzte Verbreitung hat. In Deutschland und der Schweiz ist sie verboten.
Die Behandlung des Papstes Pius XII. durch Niehans war der Grund für eine vorübergehende Popularität der Frischzellentherapie. Viele Prominente wie Helmut Schön, der äthiopische Kaiser Haile Selassie, Willy Millowitsch, Kaiser Hirohito und andere liessen sich danach von Niehans behandeln.

## Ehrungen
- 1958: Grosses Verdienstkreuz der Bundesrepublik Deutschland

## Werke (Auswahl)
- 20 Jahre Zellulartherapie. Verlag Urban und Schwarzenberg, 1952.